# Broye-les-Loups-et-Verfontaine
Broye-les-Loups-et-Verfontaine település Franciaországban, Haute-Saône megyében. Lakosainak száma 115 fő (2022. január 1.). Broye-les-Loups-et-Verfontaine Saint-Seine-sur-Vingeanne, Champagne-sur-Vingeanne, Renève, Attricourt, Autrey-lès-Gray, Essertenne-et-Cecey és Lœuilley községekkel határos.

## Népesség
A település népességének változása:
| Lakosok száma | 108  | 119  | 124  | 127  | 130  | 133  | 127  | 121  | 115  |
|               | 2013 | 2015 | 2016 | 2017 | 2018 | 2019 | 2020 | 2021 | 2022 |